# Aleksandra Pospiełowa
Aleksandra Romanowna Pospiełowa, ros. Александра Романовна Поспелова (ur. 22 kwietnia 1998 w Moskwie) – rosyjska tenisistka, zwyciężczyni US Open w grze podwójnej dziewcząt z 2015 roku.
Zawodową karierę na kortach rozpoczęła w sierpniu 2014 roku, biorąc udział w turnieju rangi ITF w Kazaniu. Na swoim koncie ma wygrane dwa turniej w grze pojedynczej i trzynaście w grze podwójnej rangi ITF.
Jako juniorka została zwyciężczynią US Open w 2015 roku w grze podwójnej dziewcząt (w parze z Viktórią Kužmovą).

## Wygrane turnieje rangi ITF
| turnieje z pulą nagród 100 000 $ |
| turnieje z pulą nagród 75 000 $  |
| turnieje z pulą nagród 50 000 $  |
| turnieje z pulą nagród 25 000 $  |
| turnieje z pulą nagród 15 000 $  |
| turnieje z pulą nagród 10 000 $  |

### Gra pojedyncza
|    | Data       | Turniej   | Naw.    | Przeciwniczka        | Wynik         |
| 1. | 03/04/2016 | Heraklion | Twarda  | Laura Schaeder       | 6:1, 6:4      |
| 2. | 21/01/2017 | Antalya   | Ceglana | Anastasija Wasyljewa | 6:4, 1:6, 6:4 |

### Gra podwójna
|    | Data       | Turniej  | Naw.    | Partnerka               | Przeciwniczki                        | Wynik       |
| 1. | 24/04/2015 | Szymkent | Ceglana | Irina Lidkowska         | Jelizawieta Chabarowa Guzal Yusupova | 7:6(5), 6:1 |
| 2. | 26/03/2016 | Iraklion | Twarda  | Alina Silich            | Amanda Carreras Alice Savoretti      | 6:2, 6:2    |
| 3. | 03/04/2016 | Iraklion | Twarda  | Alina Silich            | Deborah Chiesa Adriana Lekaj         | 6:3, 6:4    |
| 4. | 29/10/2016 | Liuzhou  | Ceglana | Wieronika Kudiermietowa | Jacqueline Cako Sabina Sharipova     | 6:1, 6:4    |
| 5. | 02/09/2017 | Antalya  | Ceglana | Adriana Sosnovschi      | Lara Escauriza Bárbara Gatica        | 7:6(2), 7:5 |
| 6. | 27/01/2018 | Antalya  | Ceglana | Sopia Szapatawa         | Tayisiya Morderger Yana Morderger    | 6:2, 6:2    |

## Finały wielkoszlemowych turniejów juniorskich

### Gra podwójna (1)
| Końcowy wynik | Rok  | Turniej | Nawierzchnia | Partnerka        | Przeciwniczki                     | Wynik finału |
| Zwyciężczyni  | 2015 | US Open | Twarda       | Viktória Kužmová | Anna Kalinska Anastasija Potapowa | 7:5, 6:2     |